# Si vous ne l'aimez pas...
Si vous ne l'aimez pas... est un film muet français réalisé par Louis Feuillade et sorti en 1916.

## Fiche technique
- Réalisation : Louis Feuillade
- Scénariste : Louis Feuillade
- Société de production : Société des Établissements L. Gaumont
- Pays de production : France
- Format : Muet - Noir et blanc - 1,33:1 - 35 mm
- Métrage : 530 m
- Date de sortie : 
  - France : décembre 1916

## Distribution
- Yvette Andréyor
- Georges Flateau
- Suzanne Le Bret
- Marcel Lévesque
- Paul Montel
- Musidora
- Émile Saint-Ober